# Saint-Yzan-de-Soudiac
Saint-Yzan-de-Soudiac är en kommun i departementet Gironde i regionen Nouvelle-Aquitaine i sydvästra Frankrike. Kommunen ligger i kantonen Saint-Savin som tillhör arrondissementet Blaye. År 2022 hade Saint-Yzan-de-Soudiac 2 577 invånare.

## Befolkningsutveckling
Antalet invånare i kommunen Saint-Yzan-de-Soudiac
Referens:INSEE